# Richard Lawrence Taylor
Richard Lawrence Taylor es un matemático británico que trabaja en el campo de la teoría de los números.

## Biografía
Nació en Gran Bretaña el 19 de mayo de 1962, hijo del físico británico John C. Taylor.
Bachiller en Artes del Clare College (Cambridge), obtuvo su doctorado Ph.D. en la Universidad de Princeton en 1988.
Entre 1995 y 1996 ocupó la Cátedra Savilian de Geometría en la Universidad de Oxford y fue fellow del New College (Oxford), ocupando hasta la actualidad la cátedra Herchel Smith de Matemáticas en la Universidad de Harvard.
Antiguo estudiante de investigación de Andrew Wiles, regresó a Princeton para ayudar a su tutor a completar la demostración del último teorema de Fermat.
Obtuvo el Premio Whitehead en 1990, el Premio Fermat, el Premio Ostrowski (2001), el Premio Cole de la American Mathematical Society (2002), y el Premio Shaw de Matemáticas (2007) por su trabajo en el programa de Langlands con Robert Langlands. Fue elegido fellow de la Royal Society en 1995.